# Héctor Melesio Cuén Ojeda
Héctor Melesio Cuén Ojeda (Badiraguato, 25 de octubre de 1955-Culiacán, 25 de julio de 2024) fue un empresario y político mexicano. Fue rector de la Universidad Autónoma de Sinaloa de 2005 a 2009, presidente municipal de Culiacán de 2011 a 2012 y diputado local de 2013 a 2016.
Fue candidato por la coalición entre el Partido Sinaloense y Movimiento Ciudadano para la Gubernatura de Sinaloa, finalizando en segundo lugar con un 26.04% de los votos frente al candidato del Partido Revolucionario Institucional, Partido Verde y Nueva Alianza, Quirino Ordaz Coppel con un 41.73% de los votos en las elecciones estatales de Sinaloa de 2016.
Se desempeñó también como Secretario de Salud de Sinaloa hasta mayo de 2022, mes en que fue cesado de sus funciones por el gobernador, Rubén Rocha Moya.

## Biografía

### Familia
Nació el 25 de octubre de 1955, en el municipio mexicano de Badiraguato, Sinaloa, siendo hijo de Héctor Emilio Cuén Blancarte y María Guadalupe Ojeda. Su familia decidió emigrar en 1960 a Culiacán, ciudad donde Cuén Ojeda vivió su infancia y estudió. 
En 1980 contrajo matrimonio con Angélica Díaz Quiñónez, a quien conoció durante sus estudios en la preparatoria. La pareja tuvo cuatro hijos.

### Formación
Realizó su formación primaria en la escuela Álvaro Obregón, la secundaria en la Emilio Obeso López, y la preparatoria en la Central Diurna de la Universidad Autónoma de Sinaloa.
Estudió en la Facultad de Ciencias Químicas Biológicas (1973-1978). Tras graduarse, cursó una especialidad en hematología y en 1979 fundó Laboratorios Cuén.[cita requerida]
En 2005 obtuvo una maestría en Desarrollo Humano por el Instituto Desafío en Celaya, Guanajuato.

### Trayectoria académica
En 1990, Cuén Ojeda comenzó a laborar dentro de la Universidad Autónoma de Sinaloa, donde ya había trabajado como maestro. Dentro de la universidad ocupó diversos puestos, de 1990 a 1992, fungió como director de la Facultad de Ciencias Químico Biológicas. Otro cargo que desempeñó en la institución fue Director de Control de Bienes e Inventarios, de 1997 a 2005. En 2005 obtuvo una maestría en Desarrollo Humano por el Instituto Desafío en Celaya, Guanajuato.

## Carrera política

### Inicios
En 2010 contendió por la candidatura del Partido Acción Nacional a la gubernatura del estado, desafiando a Manuel Clouthier Carrillo quien también buscaba la candidatura del partido. Tiempo después, Cuén Ojeda resolvió retirarse de la contienda interna tras darse a conocer las aspiraciones de Mario López Valdez para obtener la candidatura de dicho partido, dejándole así el camino libre. Luego de no alcanzar la candidatura a gobernador, Cuén Ojeda fue nominado candidato a la Presidencia Municipal de Culiacán por la coalición Para que Vivas Mejor conformada por el Partido Revolucionario Institucional, Nueva Alianza para las elecciones del 4 de julio, la cual ganó luego de obtener el 55.10% de los votos, derrotando al panista Eduardo Ortiz Hernández, su único oponente. Tomó protesta del cargo el 1 de enero de 2011.
Emprendió un corto periodo como presidente municipal. En febrero de 2012 solicitó licencia al Cabildo del Ayuntamiento de Culiacán para separarse de su cargo y contender por un escaño al Senado de México. En un principio buscó ser el abanderado de la recién formada coalición Compromiso por México, sin embargo la coalición no se concretó en Sinaloa y Cuén Ojeda fue postulado en fórmula junto a José Fernando González Sánchez por el partido Nueva Alianza. Obtuvo el tercer lugar, quedando detrás de la fórmula del priista Aarón Irizar López y el panista Salvador López Brito, después de la derrota se desvinculo oficialmente de Nueva Alianza.

### Fundación del Partido Sinaloense
Una semana después de su derrota en las elecciones de 2012, Cuén Ojeda creó su propio partido, el cual tomó forma y se oficializó en agosto de ese mismo año con el nombre de Partido Sinaloense (PAS). Debutó en las elecciones de 2013 donde Cuén Ojeda encabezó la lista de candidatos a diputados locales por el principio de representación proporcional. Al final de la jornada el PAS recibió el 12.2% de la votación emitida y 3 diputados locales, colocándose así como tercera fuerza política en el estado superando al Partido de la Revolución Democrática y Nueva Alianza. Los tres diputados electos fueron Cuén Ojeda, María del Rosario Sánchez Zatarain y Robespierre Lizárraga Otero.
En vísperas de las elecciones estatales de Sinaloa de 2016, Cuén Ojeda nuevamente hizo públicas sus aspiraciones de ser candidato a gobernador por el PAS y el Partido Acción Nacional en una alianza opositora, misma recibió el apoyo de varias figuras panistas en el estado, entre ellas regidores municipales. Dicha alianza se llevó a cabo y lo prerregistr̟o candidato a gobernador, esta decisión generaría rechazo y pugnas internas dentro del Partido Acción Nacional en Sinaloa, hecho que motivó a Cuén Ojeda a renunciar continuar con la candidatura del partido. Durante la declaración expresó que "No podemos meternos en la vida interna de los partidos", finalmente la coalición terminaría disolviéndose y Cuén Ojeda se postuló mediante una candidatura común del PAS y Movimiento Ciudadano. Finalmente Cuén Ojeda obtuvo un segundo lugar y el 26.04% de los votos emitidos, siendo derrotado por el candidato del Partido Revolucionario Institucional, Partido Verde Ecologista de México y Nueva Alianza, el diputado federal Quirino Ordaz Coppel quien obtuvo el 41.73%, Cuén Ojeda se negó a aceptar el resultado electoral argumentando un posible fraude electoral.

### Segunda postulación al senado de la república
Cuén Ojeda volvió a participar por un escaño al senado de la república, ahora de la mano de la coalición Por México al Frente siendo postulado por Movimiento Ciudadano como parte del acuerdo de coalición. Cuén Ojeda ha sido criticado por periodistas y universitarios de conformar una colusión entre el Partido Sinaloense (que preside desde 2012) y la Universidad Autónoma de Sinaloa (de la cual fue rector entre 2005 y 2009), donde el partido mantiene una fuerte influencia sobre la universidad, cuyos recursos son utilizados con fines partidistas. Cuén Ojeda fue nuevamente derrotado al término de este proceso electoral al quedar en tercer lugar, detrás de las coaliciones de Rubén Rocha Moya y Mario Zamora Gastelum.

## Asesinato
El 25 de julio de 2024 fue baleado en la comunidad de La Presita ubicada en Culiacán Sinaloa en donde horas más tarde fue declarado muerto por un infarto al miocardio como consecuencia de la pérdida de sangre debido a la gravedad de las heridas recibidas.

### Investigación
Pese a esta explicación oficial dada a conocer en principio, la Fiscalía General de la República confirmó el domingo 20 de octubre, la versión que Ismael «el Mayo» Zambada dio a conocer en una carta mediante su abogado en el sentido que habría sido asesinado en su rancho en donde lo secuestraron ese 25 de julio de 2024. Para ello, la FGR se basó en pruebas hemáticas. 